# Castelo de Auchinleck

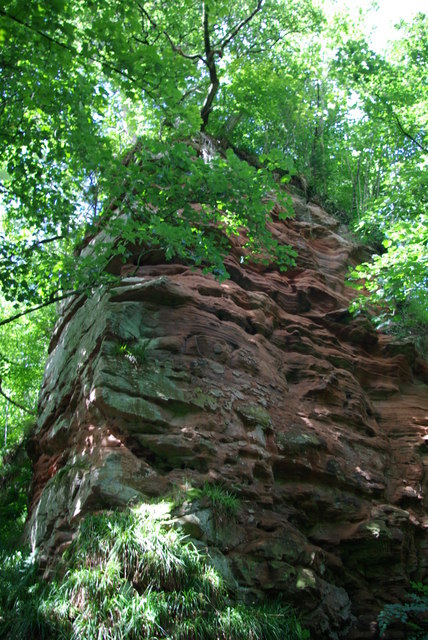
Restos fragmentários do Castelo de Auchinleck

O Castelo de Auchinleck foi construído num promontório rochoso na margem leste do Lugar Water, East Ayrshire, na Escócia, do outro lado do rio do Castelo de Ochiltree. Foi construído pela família Auchinleck no século XIII.
Os restos do castelo são considerados um monumento antigo marcado.